# Westhampnett
Westhampnett è un villaggio e un territorio del distretto di Chichester, nel West Sussex in Inghilterra, Regno Unito. È vicino a Chichester. Si trova nel territorio di Goodwood e a volte viene chiamato così.
Nel territorio di Westhampnett ha sede la Rolls-Royce Motor Cars, con il suo stabilimento.